# 高知未来科学 (小惑星)
高知未来科学（こうちみらいかがく、12690 Kochimiraikagaku）は、小惑星帯に位置する小惑星の1つである。高知県の芸西で関勉によって発見された。名前は高知県で当時は開館していなかったが予定中だった高知みらい科学館にちなむ。